# Pierregot
Pierregot là một xã ở tỉnh Somme, vùng Hauts-de-France, Pháp.

## Địa lý
Thị trấn này tọa lạc trên đường D11, khoảng 10 dặm Anh về phía đông bắc của Amiens.

## Dân số
| 1962                                                           | 1968 | 1975 | 1982 | 1990 | 1999 |
| -------------------------------------------------------------- | ---- | ---- | ---- | ---- | ---- |
| 153                                                            | 179  | 180  | 211  | 250  | 243  |
| Số liệu điều tra dân số từ năm 1962, dân số không tính hai lần |      |      |      |      |      |